# Cerco de Ganjaku
O Cerco de Ganjaku em  1587 fazia parte da Campanha para tomar o controle de Kyūshū feita por Toyotomi Hideyoshi durante o Período Sengoku da História do Japão.
Apesar de seu meio-irmão Hashiba Hidenaga  ter atacado o Castelo Taka (Taka-jō), na costa leste da ilha, Hideyoshi fez sua própria incursão em terra firme na costa norte da ilha, na Província de Chikuzen , se dirigindo ao Castelo Ganjaku (Ganjaku-jō), ocupado por um vassalo de Akizuki Tanezane.
Hideyoshi pretendia utilizar apenas uma pequena parte do seu exército no cerco do castelo, enquanto o resto continuaria a avançar. No entanto, nenhum dos seus generais queria ficar para trás para dirigir este cerco, e por isso foi feito um sorteio. Gamō Ujisato acabou comandando o cerco, e Hideyoshi sentou e observou a batalha a partir de uma colina próxima, concedendo uma moeda de ouro para para cada cabeça de inimigo que lhe trouxessem .
| Cerco de Toshimitsu -- Batalha de Hetsugigawa -- Batalha de Takajō -- Cerco de Ganjaku -- Cerco de Akizuki -- Batalha de Sendaigawa -- Cerco de Kagoshima |
| |